# Yola nilgirica
Yola nilgirica är en skalbaggsart som beskrevs av Olof Biström 1983. Yola nilgirica ingår i släktet Yola och familjen dykare. Inga underarter finns listade i Catalogue of Life.